# Лъчева артерия
Лъчевата артерия (на латински: arteria radialis) е продължение на мишничната артерия. Простира се по предната страна на предмишницата, успоредно на лъчевата кост. По своето протежение тя отделя клончета за лакътната ставна артериална мрежа, за мускулите на предмишницата и за гърба на китката.